# EGG-energy
 (juillet 2014).
Pour les articles homonymes, voir EGG.
EGG-energy est une entreprise américaine à but lucratif et ambition sociale qui opère dans le secteur énergétique en Tanzanie. En leur proposant un service de recharge de batteries plomb-acide à usage domestique, elle offre aux ménages à faibles revenus, qui n'ont pas accès au réseau électrique, une source d'électricité bon marché et sûre,.

## Historique
Créée en 2008 sous le nom d'EGG-tech, la société a été fondée à Cambridge (Massachusetts) par une équipe internationale d'étudiants du MIT et de Harvard qui a remporté le concours Harvard Business Plan Contest en 2009 et a attiré l'attention de plusieurs groupes d'investisseurs américains. Elle exploite actuellement ses premières stations de recharge de batteries près de Dar-es-Salaam, en Tanzanie. 
90 % des 40 millions de Tanzaniens n'ont pas accès à l'électricité.
Le Dr Jamie Yang est le PDG d'EGG-energy. La société est basée aux États-Unis et dispose d'une filiale à Dar es-Salaam.